# 35 Years and a Night in Chicago
35 Years and a Night in Chicago è un album dal vivo del gruppo musicale statunitense Night Ranger, pubblicato il 2 dicembre 2016 dalla Frontiers Records.
Il concerto celebra i 35 anni di carriera del gruppo. La scaletta presenta il brano inedito Day and Night, che anticipa l'uscita del nuovo album in studio Don't Let Up.

## Tracce
CD1
1. Intro – 0:18
2. Touch of Madness – 5:18
3. Sing Me Away – 4:05
4. Four in the Morning (I Can't Take Any More) – 4:04
5. Growin' Up in California – 5:22
6. Rumours in the Air – 4:52
7. The Secret of My Success – 5:12
8. Sentimental Street – 7:02
9. High Road – 5:59
10. Eddie's Comin' Out Tonight – 6:13

CD2
1. Goodbye – 6:16
2. Day and Night – 5:53
3. Night Ranger – 6:22
4. When You Close Your Eyes – 4:50
5. Don't Tell Me You Love Me – 9:18
6. Penny – 4:12
7. Sister Christian – 6:25
8. (You Can Still) Rock in America  – 6:13

DVD/Blu-ray Disc
1. Intro
2. Touch of Madness
3. Sing Me Away
4. Four in the Morning (I Can't Take Any More)
5. Growin' Up in California
6. Rumours in the Air
7. The Secret of My Success
8. Sentimental Street
9. High Road
10. Eddie's Comin' Out Tonight
11. Goodbye
12. Day and Night
13. Night Ranger
14. When You Close Your Eyes
15. Don't Tell Me You Love Me
16. Penny
17. Sister Christian
18. (You Can Still) Rock in America
19. Seven Wishes (bonus video)

## Formazione
- Jack Blades – voce, basso
- Keri Kelli – chitarra
- Brad Gillis – chitarra
- Eric Levy – tastiere
- Kelly Keagy – batteria, voce